# نیجیتسا
نیجیتسا (لهستانی: Nibork؛ ‏[ɲiˈd͡ʑit͡sa]) شهری کوچک در استان وارمی-ماسوری لهستان است که مابین اولشتین و مواوا قرار دارد و مرکز شهرستان نیجیتسا است. جمعیت این شهر در سال ۲۰۱۷ میلادی، ۱۳٬۸۷۲ نفر بود.